# Воше, Жан-Пьер
Жан-Пьер-Этье́н Воше́ (фр. Jean Pierre Étienne Vaucher, 1763—1841) — швейцарский священник и ботаник: альголог и физиолог растений.

## Биография
Жан-Пьер Воше родился 27 апреля 1763 года в Женеве в семье плотника из Валь-де-Травер (Нёвшатель) Пьера Воше и Жаклин Брессан. С 1779 по 1781 учился философии в Женевской академии. С 1783 года изучал теологию, в 1787 году стал доктором теологии, в том же году стал священником. До 1828 года содержал частную школу в Женеве.
В 1795—1821 годах Жан-Пьер Воше был пастором в районе Женевы Сен-Жерве. С 1802 по 1807 год он был почётным профессором ботаники, с 1808 года — профессором церковной истории на факультете теологии Женевской академии. В 1818—1820 он был ректором Женевской академии. Один из основателей Женевского общества физики и естественных наук.
С 1795 года Воше был женат на Саре де Лом. В 1796 году у них родился сын Анри-Марк (умер в 1864), с 1818 года — священник. Внук, Жак-Эрнест Воше, в 1850 году также стал священником.
Скончался в Женеве 5 января 1841 года.
В 1803 году Воше в книге Histoire des conferves d’eau douce предложил первое описание рода Nostoc. В настоящее время гербарные образцы и письма Воше хранятся в Женевском ботаническом саду (G).

## Некоторые публикации
- Vaucher, J.P. Histoire des conferves d'eau douce. — Genève, 1803. — 285 p.
- Vaucher, J.P. Monographie des prêles. — Paris, 1822. — 63 p.
- Vaucher, J.P. Monographie des Orobanches. — Genève, 1827. — 72 p.
- Vaucher, J.P. Histoire physiologique des plantes de l'Europe. — Paris, 1841. — 4 vols.
- Vaucher, J.P. Souvenir d'un pasteur genevois. — Genève, 1842. — 291 p.

## Роды, названные в честь Ж.-П. Воше
- Vaucheria de Candolle, 1801 — Вошерия